# Erik Akkersdijk

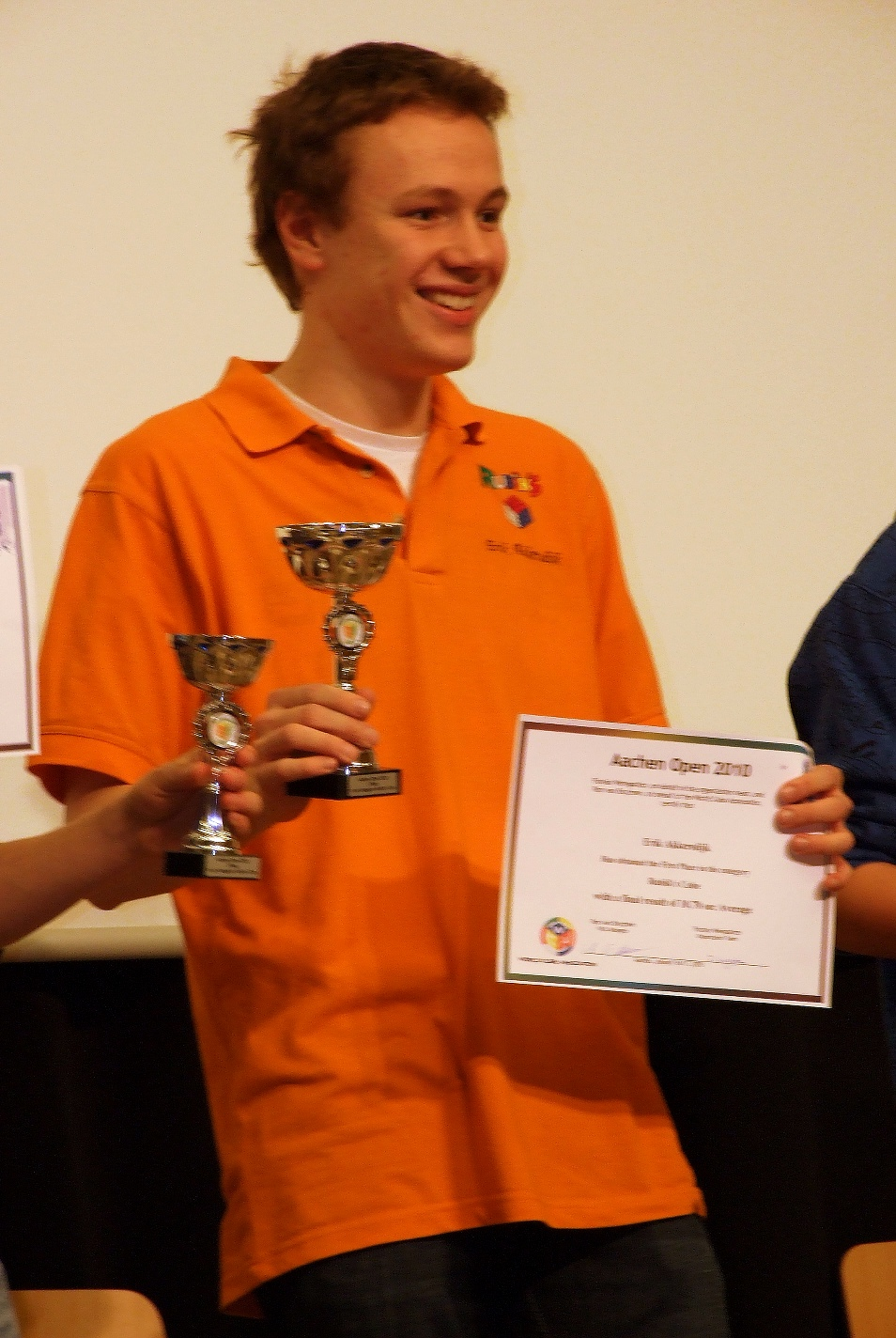
Erik Akkersdijk bei den Aachen Open 2010

Erik Akkersdijk (* 7. Oktober 1989 in Enschede) ist ein niederländischer Speedcuber. Seit 2007 stellte Akkersdijk zahlreiche neue Weltrekorde auf, darunter auch mit dem klassischen Zauberwürfel (3×3×3-Cube).

## Karriere
Akkersdijk begann nach eigenen Angaben im August 2005 mit dem Speedcubing. Schon bald nahm er an nationalen und internationalen Wettkämpfen teil. Sein erster großer Turniersieg mit dem 3×3×3-Cube gelang ihm bei den Czech Open 2007. Bei den Dutch Open 2007 stellte er erstmals einen Weltrekord von 9,77 Sekunden mit dem 3×3×3-Cube auf. Nachdem dieser von Ron van Bruchem, Edouard Chambon und Yu Nakajima weiter verbessert wurde, stellte er im Juli 2008 bei den Czech Open mit 7,08 Sekunden einen Fabelweltrekord auf, der über zwei Jahre Bestand haben sollte, ehe Feliks Zemdegs ihn am 13. November 2010 mit 7,03 Sekunden unterbot.  Sein Weltrekord bescherte Erik Akkersdijk große Beachtung auch von Seiten der Medien. So war er auch zu Gast bei Günther Jauchs Sendung Stern TV im deutschen Fernsehen. Ein Video auf YouTube, bei dem Akkersdijk den Weltrekord aufstellte, sahen bislang über 2,5 Millionen User.
Akkersdijk stellte auch Weltrekorde mit dem 4×4×4- und 5×5×5-Cube auf sowie mit dem Megaminx. Er gewann bislang jedoch erst einen Weltmeistertitel, nämlich 2007 mit dem Megaminx. Europameister wurde Erik Akkersdijk 2008 mit dem 4×4×4- und 5×5×5-Cube, mit dem Megaminx und im Lösen des Zauberwürfels mit den Füßen.